# Серра-Прета
Серра-Прета (порт. Serra Preta)  —  муниципалитет в Бразилии, входит в штат Баия. Составная часть мезорегиона Северо-центральная часть штата Баия. Входит в экономико-статистический микрорегион Фейра-ди-Сантана. Население составляет 17 777 человек на 2006 год. Занимает площадь 536,892 км². Плотность населения — 33,1 чел./км².

## История
Город основан 1 декабря 1953 года.

## Статистика
- Валовой внутренний продукт на 2003 год составляет 28 251 063,00 реалов (данные: Бразильский институт географии и статистики).
- Валовой внутренний продукт на душу населения на 2003 год составляет 1591,25 реал (данные: Бразильский институт географии и статистики).
- Индекс развития человеческого потенциала на 2000 год составляет 0,604 (данные: Программа развития ООН).